# In Between Days
«In Between Days» (Entre días en español) a veces nombrado Inbetween Days o In-Between Days es una canción interpretada por la banda británica The Cure. Fue lanzado como primer sencillo del álbum The Head on the Door. La canción fue un éxito internacional, siendo su primera canción consagrada en salir de un álbum en lugar de un sencillo independiente.

## Título
El título de la canción es sujeto de debate, ya que se ha denominado de diferentes maneras ("In Between Days", "Inbetween Days" o "In-Between Days") en distintos lanzamientos de The Cure. 
El sencillo se denomina "In Between Days", mientras que en la versión de vinilo del álbum The Head on the Door, la canción aparece titulada como "Inbetween Days". No obstante, en el lanzamiento en CD del álbum, este último título se reemplaza por "In Between Days". 
En el recopilatorio de sencillos de 1986 Standing on a Beach aparecen las denominaciones "In Between Days" e "In-Between Days", mientras que tanto en el álbum de remezclas de 1990 Mixed Up, como en el álbum en directo de 1993 Show, la colección de 2001 Greatest Hits y el recopilatorio de lados B de 2004 Join the Dots se usa "Inbetween Days". La reedición de 2006 de The Head on the Door usa "Inbetween Days" en la contraportada de la caja y en el listado de canciones del cuadernillo, pero se usa "In Between Days" como título en las letras del cuadernillo.

## Recepción
En el Reino Unido llegó al puesto 15 y se convirtió en el cuarto sencillo consecutivo en entrar entre los 20 más vendidos, permaneciendo 11 semanas en listas, mientras que en Estados Unidos fue el primero en alcanzar una posición entre los 100 más vendidos según Billboard, llegando a la posición 99 el 15 de febrero de 1986.en el Billboard Hot 100. En Australia alcanzó la posición 16. También entró en las listas de éxitos en muchos países Europeos, certificando la creciente popularidad de la banda en el continente. El éxito del sencillo comenzó a aumentar la popularidad de la banda, pero a costa del aprecio de sus seguidores de antaño.

## Lista de canciones
| Sencillo de 7" (Reino Unido) 1. «In Between Days» 2. «The Exploding Boy» Sencillo de 12" (Reino Unido) 1. «In Between Days» 2. «The Exploding Boy» 3. «A Few Hours After This» | Sencillo de 7" (Estados Unidos) 1. «In Between Days» 2. «Stop Dead» Sencillo de 12" (Estados Unidos / Canadá) 1. «In Between Days» 2. «In Between Days» (versión extendida) 3. «Stop Dead» |

## Posicionamiento en listas
| Lista (1985)                          | Máxima posición |
| ------------------------------------- | --------------- |
| Alemania (Offizielle Deutsche Charts) | 45              |
| Australia (Kent Music Report)         | 16              |
| Bélgica (Flandes) (Ultratop 50)       | 23              |
| Estados Unidos (Billboard Hot 100)    | 99              |
| Estados Unidos (Hot Dance Club Songs) | 39              |
| Francia (SNEP)                        | 23              |
| Irlanda (IRMA)                        | 17              |
| Nueva Zelanda (Recorded Music NZ)     | 15              |
| Países Bajos (Dutch Top 40)           | 31              |
| Países Bajos (Mega Single Top 100)    | 26              |
| Reino Unido (UK Singles Chart)        | 15              |

## Músicos
- Robert Smith - guitarra, voz, bajo de seis cuerdas, teclado
- Porl Thompson - guitarra, teclado
- Simon Gallup - bajo
- Boris Williams - batería
- Laurence Tolhurst - teclado

## Otras versiones
- La banda independiente "Kitty Hawk" grabó una versión del tema para el álbum de tributo de 2008 del sello American Laundromat titulado "Just Like Heaven - a tribute to The Cure".
- Ben Folds incluyó una versión de la canción en su EP de 2005 Speed Graphic y el álbum de 2006 Supersunnyspeedgraphic. La canción es la primera de la lista de temas en ambos trabajos.
- La Portuaria incluyó una versión del tema en su LP Rio de 2005.
- La canción fue reinterpretada por la banda de punk-rock Face to Face para el recopilatorio de Vagrant Records Before You Were Punk.
- La canción fue interpretada por Robert Smith y Jonathan Davis en el álbum MTV Unplugged de Korn, conjuntamente con el tema "Make Me Bad" de esta banda.
- La canción fue versionada por Mumm-Ra e incluida en la versión de 7" de Gatefold de Out of the Question.
- Puede encontrarse una versión en directo del tema en el sencillo "She's Got Standards" de The Rifles'
- Fightstar también versionó la canción para el lado B de su sencillo "We Apologise For Nothing". Esta versión fue más tarde incluida en su recopilatorio de lados B Alternate Endings.
- La canción fue versionada y adaptada al Portugués por la banda brasileña Penélope en su álbum de 2003 Rock, Meu Amor.
- La canción fue versionada por el cantante irlandés de folk Luka Bloom en su álbum de versiones Keeper of the Flame de 2000.
- La canción fue sampleada por el DJ Girl Talk (Gregg Gillis) en la canción "Don't Stop" de su álbum de 2008 Feed the Animals.
- Se usaron extractos de la canción para una serie de anuncios del Fiat Punto para la televisión británica en 2004.
- La canción fue incluida como tema principal para la comedia de la BBC One Home Again en 2006.